# Канапари Маричи (Савона)
Канапари Маричи је насеље у Италији у округу Савона, региону Лигурија.
Према процени из 2011. у насељу је живело 61 становника. Насеље се налази на надморској висини од 23 м.